# هولی بیچ (لوئیزیانا)
هولی بیچ (به انگلیسی: Holly Beach) یک منطقهٔ مسکونی در ایالات متحده آمریکا است که در لوئیزیانا واقع شده‌است.